# Kamień Koszyrski (gmina)
Kamień Koszyrski – dawna gmina wiejska istniejąca do 1939 roku w woj. poleskim (obecnie na Ukrainie). Siedzibą gminy było miasteczko Kamień Koszyrski (Камінь-Каширський).
Początkowo gmina należała do powiatu kowelskiego. 12 grudnia 1920 r. została przyłączona do nowo utworzonego powiatu koszyrskiego pod Zarządem Terenów Przyfrontowych i Etapowych. 19 lutego 1921 r. wraz z całym powiatem weszła w skład nowo utworzonego województwa poleskiego.
Po wojnie obszar gminy Kamień Koszyrski wszedł w struktury administracyjne Związku Radzieckiego.
Zobacz też: gmina Kamień